# آلبرتو ماریوتی
آلبرتو ماریوتی (اسپانیایی: Alberto Mariotti‎؛ زادهٔ ۲۳ اوت ۱۹۳۵) بازیکن فوتبال اهل آرژانتین است.
از باشگاه‌هایی که در آن بازی کرده‌است می‌توان به سن لورنزو و آرژانتینوس جونیورز اشاره کرد.
وی همچنین در تیم ملی فوتبال آرژانتین بازی کرده است.